# Pyramodon
Pyramodon is een geslacht van straalvinnige vissen uit de familie van parelvissen (Carapidae). Het geslacht is voor het eerst wetenschappelijk beschreven in 1913 door Smith & Radcliffe.

## Soorten
- Pyramodon lindas Markle & Olney, 1990
- Pyramodon parini Markle & Olney, 1990
- Pyramodon punctatus (Regan, 1914)
- Pyramodon ventralis Smith & Radcliffe, 1913